# Clayton (Ohio)
Clayton é uma cidade localizada no estado norte-americano de Ohio, no Condado de Montgomery.

## Demografia
Segundo o censo norte-americano de 2000, a sua população era de 13.347 habitantes.
Em 2006, foi estimada uma população de 13.069, um decréscimo de 278 (-2.1%).

## Geografia
De acordo com o United States Census Bureau tem uma área de
48,1 km², dos quais 47,8 km² cobertos por terra e 0,3 km² cobertos por água.

## Localidades na vizinhança
O diagrama seguinte representa as localidades num raio de 12 km ao redor de Clayton.